# آبشار لاشو
آبشار لاشو در استان گلستان ۵کیلومتری شرق آزادشهر در روستای مرزبن جای گرفته‌است. آبشار لاشو جز آبشارهای چند صخره ای ایران می‌باشد که از دو تخته سنگ رسوبیبزرگ تشکیل شده و ارتفاع تقریبی آن ۲۵ متر است

## نامگذاری
نام لاشو برگرفته از روستایی قدیمی واقع در نزدیکی آبشار به نام ده لاشو می‌باشد.
در حال حاضر بقایای اندکی از این ده قدیمی نمایان است ولی در گذشته مردمان روستای مرزبن در این مکان سکونت داشته‌اند.

## مسیر صعود
روستای مرزبن در۶ کیلومتری شرق آزادشهر قرار گرفته‌است. با طی مسیری ۳ کیومتری از روستا که مسطح شده و ماشین رو می‌باشد به پارک جنگلی لاشو می‌رسیم.
پارک جنگلی لاشو دارای امکاناتی نظیر: پارکینگ، سرویس بهداشتی، آبخوری و … می‌باشد.
در فاصله یک کیلومتری از پارک جنگلی لاشو و طی کردن مسیر جنگلی آبشار لاشو واقع شده‌است.

## سرچشمه
آبشار لاشو از ۴ چشمه دائمی واقع در کوه‌های رشته کوه البرز سرچشمه می‌گیرد و در ۴ فصل سال جاری می‌باشد، آب این آبشار به روستاهای پایین دست برای مصارف کشاورزی می‌رود.

## نگارخانه
[[File:آبشار لاشو.jpeg]]